# Clarkia breweri
Clarkia breweri là một loài thực vật có hoa trong họ Anh thảo chiều. Loài này được (A.Gray) Greene mô tả khoa học đầu tiên năm 1894.

## Hình ảnh

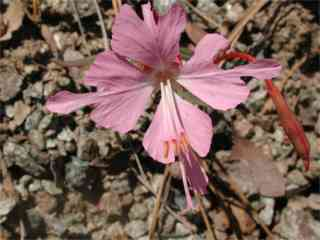